# John Antoine Nau
John Antoine Nau (n. 19 noiembrie 1860, California, SUA – d. 17 martie 1918, Douarnenez, Bretagne, Franța), pe numele lui adevărat Eugène Léon Édouard Torquet, a fost un scriitor și poet simbolist american cu descendență franceză care a câștigat Premiul Goncourt în 1903 pentru Force ennemie.

## Opera
Poezie
- Au seuil de l'espoir (1897)
- Le Jardin des jacinthes. Fleur de mirage. Poèmes (1901)
- Hiers bleus (1903)
- Vers la fée Viviane. Errances. Côte d'émeraude (1905)
- En suivant les goélands (1914)
- Poèmes triviaux et mystiques (1924)
- Poésies antillaises. Illustrées par Henri Matisse (Fernand Mourlot 1972)

Romane
- Force ennemie (1903). Reeditări: M. Milo, Paris, 2000, 2010
- Le Prêteur d'amour (1905)
- La Gennia, roman spirite hétérodoxe (1906). Reeditări: Austral, Paris, 1996
- Cristóbal le poète (1912)
- Thérèse Donati, mœurs corses (1921). Reeditări: La Marge, Ajaccio, 2003
- Les Galanteries d'Anthime Budin (1923)
- Pilotins (1923)
- Les Trois amours de Benigno Reyes (1923). Reeditări: Encre bleue, Villegly, 2002
- Archipel caraïbe (1929)

Corespondență
- Lettres exotiques (1933)
- Lettres de Corse et de Bretagne (1949)

Traduceri
- Fiodor Dostoïevski : Journal d'un écrivain, 1873, 1876 et 1877, traduit du russe par J.-W. Bienstock et John-Antoine Nau (1904)